# Кепп, Евгений Евгеньевич
Евгений Евгеньевич Кепп (2 мая 1925 ― 7 июня 1997) ― советский и российский историк, краевед, участник Великой Отечественной войны. Почётный гражданин Выборга и Выборгского района (1994).

## Биография
Родился 2 мая 1925 года в городе Петергофе в семье работников интеллектуального труда. Завершил обучение в 10-м классе общеобразовательной школы Петергофа. В первые дни войны был привлечен в особое подразделение охраны линейных сооружений связи. До конца сентября 1941 года трудился на оборонных работах по сооружению ленинградского укрепрайона. После оккупации Петергофа немецко-фашистскими войсками оказался в Красном селе, где был организован приют для беспризорных детей. В 1943 году немцы передислоцировали детский дом в город Дятлово, в Гродненскую область, в Белоруссию.
В 1944 году Дятлово был освобождён и Евгения призвали в ряды Красной Армии. Воевал в 78-м артиллерийском полку 20-й стрелковой дивизии 1-го Белорусского фронта. Находился во взводе разведки, с которым дошёл до Берлина. После войны продолжил службу в одной из частей в Выборгском районе. В 1950 году уволен с военной службы.
Демобилизовавшись, он стал работать в детском костно-туберкулезном санатории в Выборге на должности учителя труда и музыки. Здесь проработал около сорока лет — до выхода на заслуженный отдых. Прошёл заочное обучение в ленинградском культпросветучилище, которое окончил в 1959 году. В 1967 году с отличием завершил обучение на факультете теории и истории искусства в институте живописи, архитектуры и скульптуры имени И. Е. Репина.
Стал заниматься вопросами краеведения и истории города Выборга. Публиковал альбомы, буклеты, путеводители, в которых выступал автором вступительных статей. В 1985 году, после выхода на пенсию, вместе с супругой Л. Н. Геворской создали клуб «Старый Выборг», в котором был собран уникальный архив. На основе этих фондов позднее был создан музей краеведения города Выборга. Занялся вопросом восстановления церкви Ильи Пророка.
Решением руководства Выборгского района 17 мая 1994 года Евгению Евгеньевичу Кеппу присвоено звание «Почётный гражданин Выборгского района и города Выборга». Имя Кеппа носит улица в Выборге.
Проживал в городе Выборге. Умер 7 июня 1997 года. Похоронен на кладбище Верхне-Черкасово Выборгского района.

## Награды и звания
- Орден Отечественной войны 2 степени
- Орден Красной Звезды
- Медаль «За освобождение Варшавы»
- Медаль «За взятие Берлина»
- Медаль «За победу над Германией в Великой Отечественной войне 1941—1945 гг.»
- Медаль «Ветеран труда»
- другими медалями

- Почётный гражданин Выборга и Выборгского района (17.05.1994).

## Память
- 7 июня 1996 года на доме № 10 по Московскому проспекту была установлена мемориальная доска[5][6].
- В январе 2001 года глава администрации Выборгского района издал постановление № 16, согласно которому Библиотечная улица переименована в улицу Кеппа.
- Материалы о жизни и деятельности Кеппа хранятся в собраниях Центральной городской Выборгской библиотеки им. А. Аалто, Ленинградского областного государственного архива в г. Выборг и Выборгского объединенного музея-заповедника.

## Публикации

### Книги
- Выборг: очерк-путеводитель / сост. Е. Е. Кепп, авт. Н. И. Золочевская, Е. Е. Кепп, З. А. Новоселова, — Лениздат, 1980. — 220 с.
- Архитектурные памятники Выборга XIII—XX: путеводитель. / Кепп Е. Е. — Л.: Лениздат, 1977. — 213 с.
- Выборг: Художественные достопримечательности. / Кепп Е. Е. — Выборг: Фантакт, 1992. — 250 с.: ил.

### Статьи
История архитектуры Выборга
- Аннинские укрепления. / Кепп Е.  // Выборгский коммунист. — 1971. — 15 мая.
- Здесь было Выборга начало. / Кепп Е. // Выборгский коммунист. — 1981. — 19 дек.
- Башни над городом. / Кепп Е. // Выборгский коммунист. — 1983. — 29 мая. — с. 4. (Выборгская энциклопедия от «А» до «Я»).
- Выборг. / Кепп Е. // Выборгский коммунист. — 1984. — 20 янв. — с. 4. — (Выборгская энциклопедия от «А» до «Я»).
- Выборгский замок. / Кепп Е. // Выборгский коммунист. — 1984. — 17 февр. — с.4. -(Выборгская энциклопедия от «А» до «Я»).
- Выборгский залив. / Кепп Е. // Выборгский коммунист. — 1984. — 2 марта. — с. — 4. — (Выборгская энциклопедия от «А» до «Я»).
- Площади Выборга. / Кепп Е. // Выборгский коммунист. — 1986. — 10 окт. — с. 4.
- Колонны из Выборга. / Кепп Е. // Смена. — 1986. — 11 сент.- с.4.
- Морской фасад или чёрный ход? / Кепп Е. // Выборгский коммунист. — 1988. — 21 июля.
- К вашим услугам. / Кепп Е. // Выборгский коммунист. — 1988. — 20 авг. — с. 4.
- Выборгское сражение. / Кепп Е. // Выборгский коммунист. — 1990. — 21 июня. — с. 4. (Страницы истории нашего края).
- Кондратьевская полька. / Кепп Е. // Часовая башня. — 1990. — № 19 — 23. — с. 3. — (Выборг: тайны истории).
- Рапакиви — гнилой камень. / Кепп Е. // Часовая башня. — 1990. — № 25 — 29. — с. 6 — 7. — (Выборг: тайны истории).
- Проспект имени Ленина. / Кепп Е. // Выборгская жизнь. — 1991. — № 15 — 16. — с. 4 — 5.
- Рыночная площадь. / Кепп Е. // Выборгская жизнь. — 1991. — № 25. — с. 5. — (Прогулки по Выборгу).
- Выборгский вокзал. / Кепп Е. // Выборгские Ведомости. — 1992. — 14 марта. — № 22. — (К 700-летию Выборга).
- Выборг — город у моря / Морские сражения в 1713, 1790 г / Кепп Е. // Выборг. — 1995. — 5 нояб.
- Адмирал Сенявин. Северная война. Поход на Выборг. / Кепп Е. // Выборг. — 1995. — 5-6 дек.
- Выборгская верфь в XVIII в. / Кепп Е. // Выборг. — 1996. — 6 февр.
- Победа русских галер / Северная война в Выборге / Кепп Е. // Выборг. — 1996. — 24 февр.
- «Флоту России — 300 лет» — памятнику быть! / Конкурс на создание памятника флоту России / Кепп Е. // Выборг. — 1996. — 20 дек.

Архитектурные памятники и скульптура
- Классицизм в зодчестве нашего города. / Кепп Е. // Выборгский коммунист. — 1971. — 26 июня.
- Выборг в XIX веке. / Кепп Е. // Выборгский коммунист. — 1971. — 4 сент.
- "Новый стиль в Выборге. / Кепп Е. // Выборгский коммунист. — 1971. — 23 окт.
- «Неоклассические искания». / Кепп Е. // Выборгский коммунист. — 1971. — 27 нояб.
- Эра функционализма. / Кепп Е. // Выборгский коммунист. — 1972. — 22 янв.
- Белое здание в парке. / Кепп Е. // Выборгский коммунист. — 1972. — 20 фев.
- Памятники архитектуры Выборга. / Кепп Е. // Выборгский коммунист. — 1972. — 14 марта.
- Свидетель средневековья. / Кепп Е. // Выборгский коммунист. — 1972. — 6 мая.
- Оазис тишины. / Кепп Е. // Выборгский коммунист. — 1972. — 20 мая.
- Первые страницы «Каменной летописи». / Кепп Е. // Выборгский коммунист. — 1973. — 17 марта.
- Первые крупные строения. / Кепп Е. // Выборгский коммунист. — 1973. — 14 апр.
- Первые проекты регулярной застройки. / Кепп Е. // Выборгский коммунист. — 1973. — 13 мая. — с. 3. — (Архитектура Выборга).
- Устав столетней давности. / Кепп Е. // Выборгский коммунист. — 1973. — 28 июля.
- У Батарейной горы. / Кепп Е. // Ленинградская правда. — 1974. — 26 сент.
- Памятник каменного города. / Кепп Е. // Выборгский коммунист. — 1976. — 12 июня.
- Возвращая первоначальный облик. / Кепп Е. // Выборгский коммунист. — 1977. — 4 янв.
- Выборг древний и молодой. / Кепп Е. // Выборгский коммунист. — 1977. — 12 февр. — с. 3. — (Памятникам истории и культуры — заботу и внимание).
- Страница «Каменной летописи». / Кепп Е. // Выборгский коммунист. — 1979. — 6 янв.
- Училище на театральной. / Кепп Е. // Выборгский коммунист. — 1979. — 9 февр.
- С хозяйской заботой. / Е. Е. Кепп, В. В. Дмитриев // Выборгский коммунист. — 1979. — 16 окт.
- Дом на Крепостной. / Кепп Е. // Выборгский коммунист. — 1981. — 11 апр.
- В старом замке. / Е. Е. Кепп, А. А. Прокопенко // Выборгский коммунист. — 1982. — 13 февр.
- Архитектурные контрасты Выборга. // Выборгский коммунист. — 1983. — 16 нояб. — (Памятникам истории и культуры — заботу и внимание).
- Строка каменной летописи. / Кепп Е. // Выборгский коммунист. — 1986. — 25 сент.
- Город и мы. / Кепп Е. Е. // Выборгский коммунист. — 1987. — 3 февр. — С.2. — (Воспитывает история).
- Утраченная работа Кваренги в Выборге. / Кепп Е. Е. // Выборгский коммунист. — 1989. — 18 апр.
- Скульптурный пленэр в Выборге. / Кепп Е. Е. // Выборгский коммунист. — 1989. — 27 янв.
- Вывезены в Финляндию. / Кепп Е. Е. // Выборгский коммунист. — 1990. — 23 март. (Краеведческие пятницы).
- Где пересекаются проспекты. / Кепп Е. // Выборг. — 1991. — 27 февр. — с.3. — (Архитектурные памятники).
- Культовая архитектура Выборга. / Кепп Е. // Выборгская жизнь. — 1991. — № 19; 21.
- Скульптура Выборга. / Кепп Е. // Часовая башня. — 1991. — № 3. — с. 6.
- Скульптура Выборга. / Кепп Е. // Часовая башня. — 1990. — № 41 — 45.
- Скульптура Выборга. / Кепп Е. // Часовая башня. — 1991. — № 6. — с. 8.
- Разбитая красота. / Кепп Е. // Выборг. — 1995. — 14 окт.

Храмы и церкви в Выборге
- Храм на площади / Кепп Е. // Выборгский коммунист. — 1980. — 16 окт.
- Храму — вторую жизнь / Кепп Е. // Выборгский коммунист. — 1990. — 9 окт. — с. 3. — (К 700-летию Выборга).
- Православные церкви в Выборге / Кепп Е. // Выборг. — 1991. — 9 янв. — (Страницы истории 1293—1993).
- Православные церкви Выборга. Очерк второй. / Кепп Е. // Выборг. — 1991. — 26 янв.
- Православные церкви города. Очерк третий. Выборгский Спасо-Преображенский собор. / Кепп Е. // Выборг. — 1991. — 9 февр.
- Судьба Ильинской церкви / Кепп Е. // Выборг. — 1991. — 17 авг. — с. 3.
- Ильинской церкви быть / Кепп Е. //Выборгские Ведомости. — 1992. — 21 нояб. — с. 7. — (К 700-летию Выборга).
- Я слышу этот колокол / Кепп Е. // Выборг. — 1993. — 20 авг. — с. 1. — (Время возрождать храмы).
- Ильинская церковь строится / Кепп Е. // Выборг. — 1994. — 10 янв. — с. 1.
- Возродим церковь Ильи Пророка / Кепп Е. // Выборг. — 1994. — 11 авг. — с. 1.
- На Ильинской горе / Кепп Е. // Выборг. — 1994. — 5 нояб. — с. 3 — 4. — (К 50-летию Великой победы).
- Возродим храм всем миром / Кепп Е. // Выборг. — 1994. — 12 нояб. — с. 1.

Архитекторы и художники
- Кистью художника — самородка / Кепп Е. // Выборгский коммунист. — 1983. — 20 июля.
- Племянник Венецианова / Кепп Е. // Выборгский коммунист. — 1983. — 17 дек. — (Они были в Выборге).
- Выборгский архитектор Уно Ульберг / Кепп Е. Е. // Выборгский коммунист. — 1989. — 27 окт. — (Краеведческие пятницы).
- Юбилей архитектора. [100-летие финского архитектора О. И. Меурмана, работавшего в Выборге в 1918—1937 г.] / Кепп Е. Е. // Выборгский коммунист. — 1990. — 2 июня. (Выборг и выборжцы).
- Архитектор Карл Диппель / Кепп Е. //Выборгские Ведомости. — 1992. — 4 июля. — № 37. — с. 6. — (По материалам клуба « Старый Выборг»).
- Мастер модерна / Кепп Е. Е. // Выборгские Ведомости. — 1994. — 18 марта. — (След на земле).
- Архитектор Ялмари Ланкинен / Кепп. Е. Е. // Выборг. — 1994. — 5 апр.
- Архитектор Карл Сегерштадт / Кепп Е. Е. // Выборг. — 1994. — 5 мая. — с. 3. — (Старый Выборг).
- Не корысти ради / Кепп Е. // Выборгские Ведомости. — 1995. — 22 сент.